# Gerd Muehsam
Gerd Muehsam, auch Gerd Mühsam (geboren 30. März 1913 in Berlin; gestorben 14. Dezember 1979 in New York City) war eine austro-amerikanische Musikwissenschaftlerin und Bibliothekarin.

## Leben
Gerd Mühsam war eine Tochter des Filmkritikers Kurt Mühsam und der Kunsthistorikerin Alice Freymark, ihre Schwester Ruth Marton wurde Schauspielerin und Schriftstellerin, ihr Bruder Helmut Victor Muhsam Demograf. Sie besuchte die Fürstin Bismarck-Schule in Berlin-Charlottenburg und erhielt privaten Klavierunterricht. 1932 nahm sie das Philologiestudium an der Berliner Universität auf. Nach dem Sommersemester 1933 musste sie das Studium in Berlin wegen ihrer nichtarischen Herkunft abbrechen und ging nach Wien, wo sie an der Universität Wien Musikwissenschaft und Kunstgeschichte studierte.
Unter ihren Lehrern war Anton von Webern. 1937 wurde sie mit einer Dissertation über Sigismund Thalberg bei den Nationalsozialisten Robert Lach und Alfred Orel promoviert. Nach dem Anschluss Österreichs im Februar 1938 durfte sie auch dort nur noch Nicht-Ariern privaten Musikunterricht erteilen. 
1940 gelang ihr die Ausreise in die USA, wo sie 1942 an der Case Western Reserve University eine Prüfung zur Bibliothekarin ablegte. Sie erhielt eine Stelle an der East Cleveland Public Library und betreute die Fotosammlung im Cleveland Museum of Art. 1944 erhielt sie die US-amerikanische Staatsbürgerschaft. Von 1945 bis 1965 arbeitete sie bei der Cooper Union for the Advancement of Science and Art als Kunstbibliothekarin. Sie führte Seminare über Philosophie und Musik am Cooper Union Adult Teaching Department (1961–1967) und an der Cooper Union School of Engineering durch. Anschließend war sie zwei Jahre leitende Kunstbibliothekarin an der Donnell Library of New York Public.
Muehsam ging 1967 an das Queens College, City University of New York, wo sie Assistant Professor und dann Associate Professor wurde und die Paul Klapper Library leitete. Ihre Seminare in Kunsttheorie und Musiktheorie waren Teil des Adult Collegiate Education (ACE) Program. Sie gab auch Einführungen ins Bibliographieren von Kunst- und Musikliteratur. 
Muehsam war Mitglied in verschiedenen Bibliotheksorganisationen, darunter die American Library Association (ALA), die Special Libraries Association (SLA), die Art Libraries Society of North America (ARLIS), die College Art Association of America, die American Society for Aesthetics und die Library Association of the City University of New York (LACUNY). Seit 1969 war sie Mitglied im Beirat der Bibliothek des Metropolitan Museum of Art.
Die ARLIS stiftete in ihrem Angedenken 1980 einen Gerd Muehsam Award, der Wettbewerb um das Stipendium wurde auch im Jahr 2020 noch ausgelobt.

## Schriften (Auswahl)

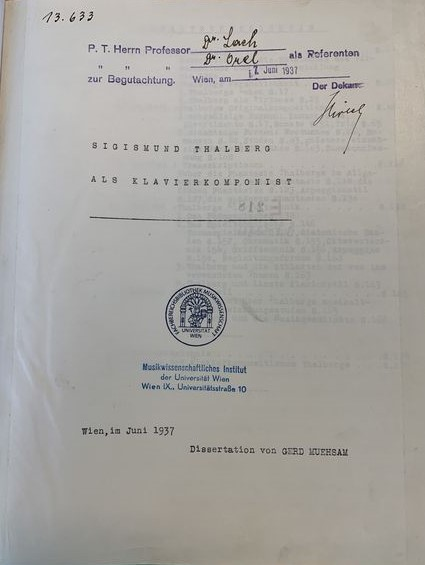
Dissertation (1937)

- Sigismud Thalberg als Klavierkomponist. Wien, Univ., Diss., 1937 OBV, permalink; Xerokopie, Katalogkarte Uni Marburg
- D. Edzard. New York, H. Bittner, 1948
- French Painters and Paintings from the Fourteenth Century to Post-Impressionism. New York : Ungar, 1970
- Guide to Basic Information Sources in the Visual Arts.  Santa Barbara, Calif. : J. Norton Publishers/ABC-Clio, 1978